# قائمة سفراء السعودية لدى تركيا
سفير المملكة العربية السعودية لدى تركيا هو الممثل الرسمي للمملكة العربية السعودية لدى تركيا، حيث يقع مقر السفارة السعودية في تركيا. يشغل منصب السفير حاليًا وليد الخريجي وذلك منذ 4 أكتوبر 2018.

## قائمة السفراء
| تاريخ الاعتماد الدبلوماسي | اسم السفير بالعربية              | اسم السفير بالإنجليزية                       | ملاحظات | ملك السعودية                   | رئيس تركيا         | تاريخ الانتهاء |
| ------------------------- | -------------------------------- | -------------------------------------------- | --- | ------------------------------ | ------------------ | -------------- |
| 1943                      | فؤاد حمزة                        | Fouad Bey Hamza                              | | عبد العزيز آل سعود             | أحمد فكري توزر     | 1945           |
| 1955                      | سيد توفيق حمزة                   | Sayid Tawfik Hamza                           | [ 2 ] | عبد العزيز آل سعود             | عدنان مندريس       |                |
| 1957                      | كازي مصطفى كمال                  | Kazi Mustafa Kamal                           | [ 3 ] | سعود بن عبد العزيز آل سعود     | عدنان مندريس       |                |
| 1957                      | صالح مصطفى                       | Saleh Mustafa                                | | سعود بن عبد العزيز آل سعود     | عدنان مندريس       | 1963           |
| 1966                      | سمير الشهابي                     | Samir Shihabi                                | [ 4 ] | فيصل بن عبد العزيز آل سعود     | سعاد خيري أوركوبلو | 1971           |
| 1973                      | أنس يوسف ياسين                   | Anas Yusuf Yassin                            | | فيصل بن عبد العزيز آل سعود     | محمد نعيم تالو     | 1974           |
| 1974                      | محمد سعيد البصراوي               | Mohammed Said Basrawi                        | | فيصل بن عبد العزيز آل سعود     | بولنت أجاويد       | مارس 1, 1976   |
| مارس 1, 1976              | فؤاد بن عبد الحميد الخطيب        | Fouad Abdulhameed Alkhateeb                  | | فيصل بن عبد العزيز آل سعود     | بولنت أجاويد       | يونيو 1, 1976  |
| 1980                      | الشيخ محمد العوضي                | Sheikh Muhammad Al Awadi                     | - في عام 1976 كان وزير التجارة والصناعة. | خالد بن عبد العزيز آل سعود     | بولنت اولوسو       | 1984           |
| يناير 1, 1986             | عبد العزيز خوجة                  | Abdulaziz bin Mohieddin Khoja                | | فهد بن عبد العزيز آل سعود      | توركوت أوزال       | 1991           |
| يناير 1, 1993             | ناجي صادق المفتي                 | Naji Sadiq al Mufti                          | | فهد بن عبد العزيز آل سعود      | تانسو تشيلر        | 2004           |
| أبريل 7, 2009             | محمد رجا عبد الله الحسيني الشريف | Mohammed Raja Abdullah Al-Hussaini Al Sharif | [ 5 ] | عبد الله بن عبد العزيز آل سعود | رجب طيب أردوغان    |                |
| مايو 16, 2013             | عادل سراج الدين مرداد            | Adel bin Siraj Mirdad                        | في 25 يناير 2017، أعلنت سفارة المملكة العربية السعودية لدى تركيا أن ما نُشر من تصريحات على لسان سفيرها عادل سراج الدين مرداد على موقع بي بي سي هو محض افتراءات، وأنه غادر تركيا قبل ثلاثة أسابيع بعد انتهاء فترة عمله، وأن السفير لم يصدر أي تصريح إلى بي بي سي حول العلاقات السعودية التركية. | عبد الله بن عبد العزيز آل سعود | عبد الله غل        | يناير 4, 2017  |
| أكتوبر 4, 2018            | وليد الخريجي                     | Waleed A. Elkhereiji                         | استدعت تركيا السفير السعودي بسبب اختفاء الصحفي جمال خاشقجي في القنصلية في إسطنبول. | سلمان بن عبد العزيز آل سعود    | رجب طيب أردوغان    |                |